# بلايث
بلايث، ريفيرسايد، كاليفورنيا، تقع في وادي نهر كولورادو، وهي منطقة زراعية تقع على طول نهر كولورادو. وسميت تيمنا بتوماس بلايث وهو منقب عن الذهب أسس الحقوق المائية الأساسية في منطقة نهر كولوروادو عام 1877، وأعطيت لقب مدينة في 21 يوليو 1916.

## التركيبة السكانية
حدّد مكتب تعداد الولايات المتحدة بيانات التركيبة السكانية لبلايث في تعداد الولايات المتحدة. في ما يلي، التركيبة السكانية حسب تعدادي 2000 و2010.

### تعداد عام 2000
بلغ عدد سكان بلايث 12,155 نسمة بحسب تعداد عام 2000، وبلغ عدد الأسر 4,103 أسرة وعدد العائلات 2,976 عائلة مقيمة في المدينة. في حين سجلت الكثافة السكانية 171.5 نسمة لكل كيلومتر مربع (444.2/ميل2). وبلغ عدد الوحدات السكنية 4,891 وحدة بمتوسط كثافة قدره 69 لكل كيلومتر مربع (178.7/ميل2).
وتوزع التركيب العرقي للمدينة بنسبة 55.41% من البيض و8.34% من الأمريكيين الأفارقة و1.43% من الأمريكيين الأصليين و1.38% من الأمريكيين ذوي الأصول الآسيوية و0.20% من سكان جزر المحيط الهادئ و28.79% من الأعراق الأخرى و4.45% من عرقين مختلطين أو أكثر و45.83% من الهسبانيون أو اللاتينيون من أي عرق.
بلغ عدد الأسر 4,103 أسرة كانت نسبة 46.7% منها لديها أطفال تحت سن الثامنة عشر تعيش معهم، وبلغت نسبة الأزواج القاطنين مع بعضهم البعض 50% من أصل المجموع الكلي للأسر، ونسبة 16.6% من الأسر كان لديها معيلات من الإناث دون وجود شريك، بينما كانت نسبة 6% من الأسر لديها معيلون من الذكور دون وجود شريكة وكانت نسبة 27.5% من غير العائلات. تألفت نسبة 22.9% من أصل جميع الأسر من عدة أفراد يعيشون في نفس المنزل ونسبة 7.1% كانت تتألف من شخص يعيش بمفرده يبلغ من العمر 65 عاماً أو أكثر. وبلغ متوسط حجم الأسرة المعيشية 2.91، أما متوسط حجم العائلات فبلغ 3.45.
بلغ العمر الوسطي للسكان 30.7 عاماً. وكانت نسبة 33.9% من القاطنين تحت سن الثامنة عشر، وكانت نسبة 8.4% بين الثامنة عشر والرابعة والعشرين عاماً، ونسبة 27.8% كانت واقعةً في الفئة العمرية ما بين الخامسة والعشرين والرابعة والأربعين عاماً، ونسبة 18.8% كانت ما بين الخامسة والأربعين والرابعة والستين، ونسبة 9.5% كانت ضمن فئة الخامسة والستين عاماً فما فوق. يوجد لكل 100 أنثى 98.1 ذكر، ويوجد لكل 100 أنثى في الثامنة عشر من عمرها فما فوق 95.2 ذكر.
بلغ متوسط دخل الأسرة في المدينة 35,324 دولارًا، أما متوسط دخل العائلة فبلغ 40,783 دولارًا. وكان متوسط دخل الذكور 32,342 دولارًا مقابل 26,671 دولارًا للإناث. وسجل دخل الفرد الخاص بالمدينة 14,424 دولارًا. وكانت نسبة 19% من العائلات ونسبة 20.9% من السكان تحت خط الفقر، وكان من هؤلاء نسبة 24.9% تحت سن الثامنة عشر ونسبة 21.6% في الخامسة والستين من العمر وما فوق.

### تعداد عام 2010
بلغ عدد سكان بلايث 20,817 نسمة بحسب تعداد عام 2010، وبلغ عدد الأسر 4,513 أسرة وعدد العائلات 3,194 عائلة مقيمة في المدينة. في حين سجلت الكثافة السكانية 293.7 نسمة لكل كيلومتر مربع (760.7/ميل2). وبلغ عدد الوحدات السكنية 5,473 وحدة بمتوسط كثافة قدره 77.2 لكل كيلومتر مربع (199.9/ميل2).
وتوزع التركيب العرقي للمدينة بنسبة 59.55% من البيض و15.02% من الأمريكيين الأفارقة و1.17% من الأمريكيين الأصليين و1.53% من الأمريكيين ذوي الأصول الآسيوية و0.15% من سكان جزر المحيط الهادئ و19.43% من الأعراق الأخرى و3.15% من عرقين مختلطين أو أكثر و53.17% من الهسبانيون أو اللاتينيون من أي عرق.
بلغ عدد الأسر 4,513 أسرة كانت نسبة 43.7% منها لديها أطفال تحت سن الثامنة عشر تعيش معهم، وبلغت نسبة الأزواج القاطنين مع بعضهم البعض 44.2% من أصل المجموع الكلي للأسر، ونسبة 18.9% من الأسر كان لديها معيلات من الإناث دون وجود شريك، بينما كانت نسبة 7.6% من الأسر لديها معيلون من الذكور دون وجود شريكة وكانت نسبة 29.2% من غير العائلات. تألفت نسبة 23.7% من أصل جميع الأسر من عدة أفراد يعيشون في نفس المنزل ونسبة 8.1% كانت تتألف من شخص يعيش بمفرده يبلغ من العمر 65 عاماً أو أكثر. وبلغ متوسط حجم الأسرة المعيشية 2.87، أما متوسط حجم العائلات فبلغ 3.41.
بلغ العمر الوسطي للسكان 38.0 عاماً. وكانت نسبة 20% من القاطنين تحت سن الثامنة عشر، وكانت نسبة 8.5% بين الثامنة عشر والرابعة والعشرين عاماً، ونسبة 35.2% كانت واقعةً في الفئة العمرية ما بين الخامسة والعشرين والرابعة والأربعين عاماً، ونسبة 27.7% كانت ما بين الخامسة والأربعين والرابعة والستين، ونسبة 8.6% كانت ضمن فئة الخامسة والستين عاماً فما فوق. وتوزع التركيب الجنسي للسكان بنسبة 68.6% ذكور و31.4% إناث.

## المناخ
يظهر الجدول التالي التغييرات المناخية على مدار السنة لبلايث:
| البيانات المناخية لـبلايث         | البيانات المناخية لـبلايث | البيانات المناخية لـبلايث | البيانات المناخية لـبلايث | البيانات المناخية لـبلايث | البيانات المناخية لـبلايث | البيانات المناخية لـبلايث | البيانات المناخية لـبلايث | البيانات المناخية لـبلايث | البيانات المناخية لـبلايث | البيانات المناخية لـبلايث | البيانات المناخية لـبلايث | البيانات المناخية لـبلايث | البيانات المناخية لـبلايث |
| الشهر                             | يناير                     | فبراير                    | مارس                      | أبريل                     | مايو                      | يونيو                     | يوليو                     | أغسطس                     | سبتمبر                    | أكتوبر                    | نوفمبر                    | ديسمبر                    | المعدل السنوي             |
| --------------------------------- | ------------------------- | ------------------------- | ------------------------- | ------------------------- | ------------------------- | ------------------------- | ------------------------- | ------------------------- | ------------------------- | ------------------------- | ------------------------- | ------------------------- | ------------------------- |
| الدرجة القصوى °ف (°م)             | 87 (31)                   | 93 (34)                   | 101 (38)                  | 115 (46)                  | 115 (46)                  | 124 (51)                  | 122 (50)                  | 121 (49)                  | 120 (49)                  | 111 (44)                  | 97 (36)                   | 99 (37)                   | 124 (51)                  |
| متوسط درجة الحرارة الكبرى °ف (°م) | 68 (20)                   | 73 (23)                   | 80 (27)                   | 88 (31)                   | 97 (36)                   | 105 (41)                  | 109 (43)                  | 108 (42)                  | 102 (39)                  | 90 (32)                   | 77 (25)                   | 66 (19)                   | 89 (32)                   |
| متوسط درجة الحرارة الصغرى °ف (°م) | 40 (4)                    | 44 (7)                    | 49 (9)                    | 55 (13)                   | 63 (17)                   | 70 (21)                   | 78 (26)                   | 77 (25)                   | 70 (21)                   | 57 (14)                   | 46 (8)                    | 39 (4)                    | 57 (14)                   |
| أدنى درجة حرارة °ف (°م)           | 0 (−18)                   | 21 (−6)                   | 27 (−3)                   | 34 (1)                    | 40 (4)                    | 50 (10)                   | 59 (15)                   | 58 (14)                   | 45 (7)                    | 29 (−2)                   | 21 (−6)                   | 22 (−6)                   | 0 (−18)                   |
| الهطول إنش (مم)                   | 0.56 (14)                 | 0.60 (15)                 | 0.40 (10)                 | 0.09 (2.3)                | 0.04 (1.0)                | 0.00 (0.00)               | 0.22 (5.6)                | 0.42 (11)                 | 0.45 (11)                 | 0.20 (5.1)                | 0.23 (5.8)                | 0.58 (15)                 | 3.79 (95.8)               |
| المصدر: www.weather.com           |                           |                           |                           |                           |                           |                           |                           |                           |                           |                           |                           |                           |                           |

## أعلام
- توني إيسون
- ريكي رودريغيز
- جيف كروس
- جاري جودارد